# Ben Grossmann

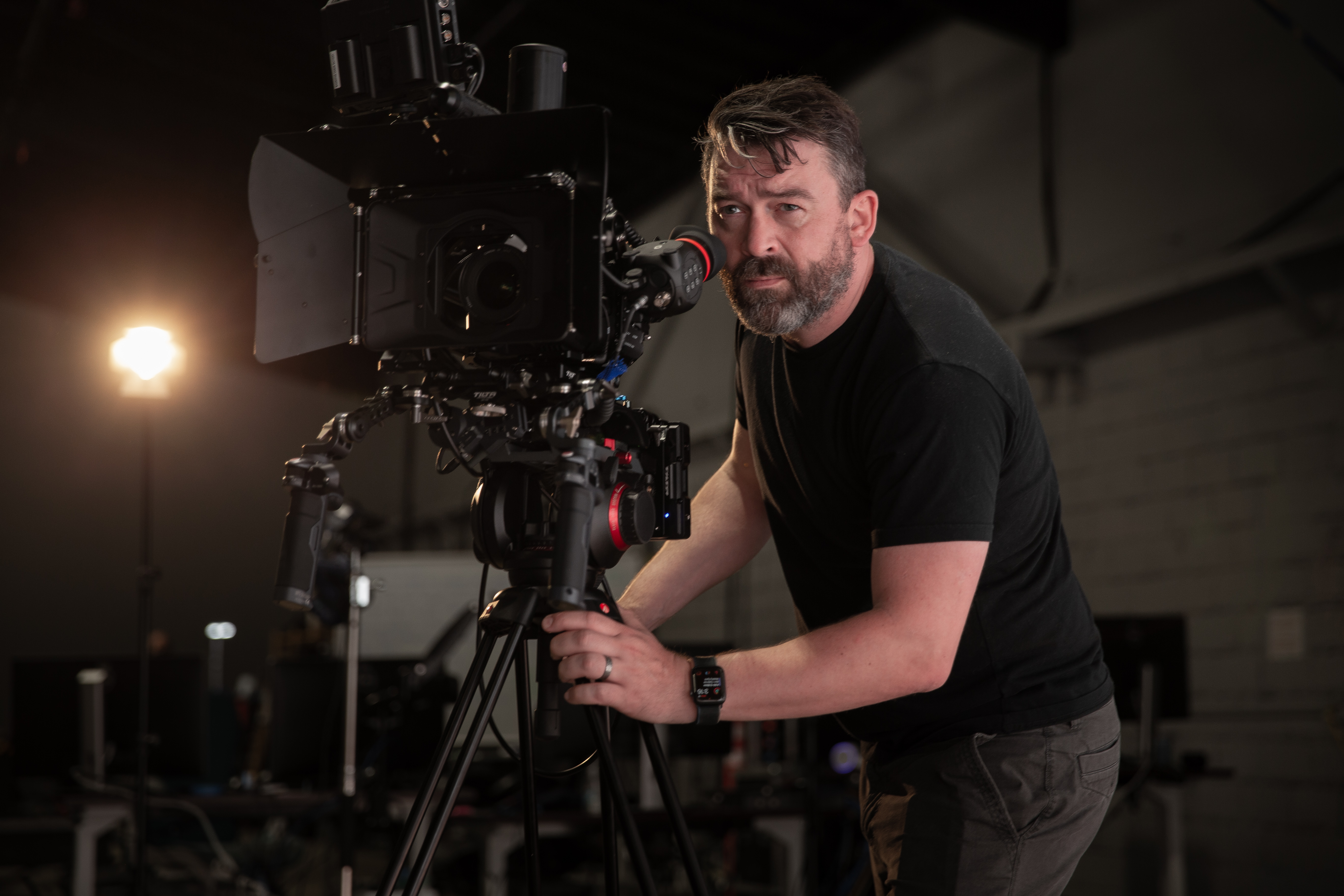
Ben Grossmann

Ben Grossmann (geboren 1977) ist ein Filmtechniker, der sich auf visuelle Effekte spezialisiert hat und der mit einem Oscar ausgezeichnet wurde.

## Leben
Zu seinen bekanntesten Filmen gehören unter anderem Public Enemies, 2012, Shutter Island, Alice im Wunderland und Hugo Cabret, für welchen er den Oscar gewann und für den Satellite Award sowie den BAFTA Award nominiert wurde.

## Filmografie (Auswahl)
- 2001: Zu Warriors (Shu shan zheng zhuan)
- 2001: The One
- 2001: Im Fadenkreuz – Allein gegen alle (Behind Enemy Lines)
- 2002: Spider-Man
- 2002: Spy Kids 2 – Die Rückkehr der Superspione (Spy Kids 2: Island of Lost Dreams)
- 2003: The Italian Job – Jagd auf Millionen (The Italian Job)
- 2003: Coronado
- 2003: Pancho Villa – Mexican Outlaw (And Starring Pancho Villa as Himself)
- 2003: Master & Commander – Bis ans Ende der Welt (Master and Commander: The Far Side of the World)
- 2004: Eulogy – Letzte Worte (Eulogy)
- 2004: The Day After Tomorrow
- 2005: Sin City
- 2005: Bermuda Dreieck – Tor zu einer anderen Zeit (The Triangle, Miniserie)
- 2006: Hollow Man 2 (Hollow Man II)
- 2007: Happy Walter
- 2007: Oprah Winfrey präsentiert: Für einen Tag noch (Oprah Winfrey Presents: Mitch Albom’s For One More Day, Fernsehfilm)
- 2007: The Key to Reserva
- 2008: Shine a Light
- 2009: Die fast vergessene Welt (Land of the Lost)
- 2009: Public Enemies
- 2009: 2012
- 2010: Shutter Island
- 2010: Alice im Wunderland (Alice in Wonderland)
- 2011: Hugo Cabret (Hugo)

## Auszeichnungen
- 2011: Satellite Award: Auszeichnung in der Kategorie Beste visuelle Effekte für Hugo Cabret
- 2012: BAFTA Award: Nominierung in der Kategorie Beste visuelle Effekte für Hugo Cabret
- 2012: Oscar: Auszeichnung in der Kategorie Beste visuelle Effekte für Hugo Cabret